# Pilgöljan
Pilgöljan är en sjö i Katrineholms kommun i Södermanland och ingår i Nyköpingsåns huvudavrinningsområde. Pilgöljan ligger i Pilgöljan Natura 2000-område.